# Кеметен
Кеметен (нем. Kemeten) — община (нем. Gemeinde) в Австрии, в федеральной земле Бургенланд. 
Входит в состав округа Оберварт.  Население составляет 1484 человек (на 31 декабря 2014 года). Занимает площадь 20,66 км². Официальный код  —  1 09 07.

## Политическая ситуация
Бургомистр общины — Йохан Нусграбер (СДПА) по результатам выборов 2007 года.
Совет представителей общины (нем. Gemeinderat) состоит из 19 мест.
- СДПА занимает 12 мест.
- АНП занимает 6 мест.
- АПС занимает 1 место.